# Derek Graham-Couch

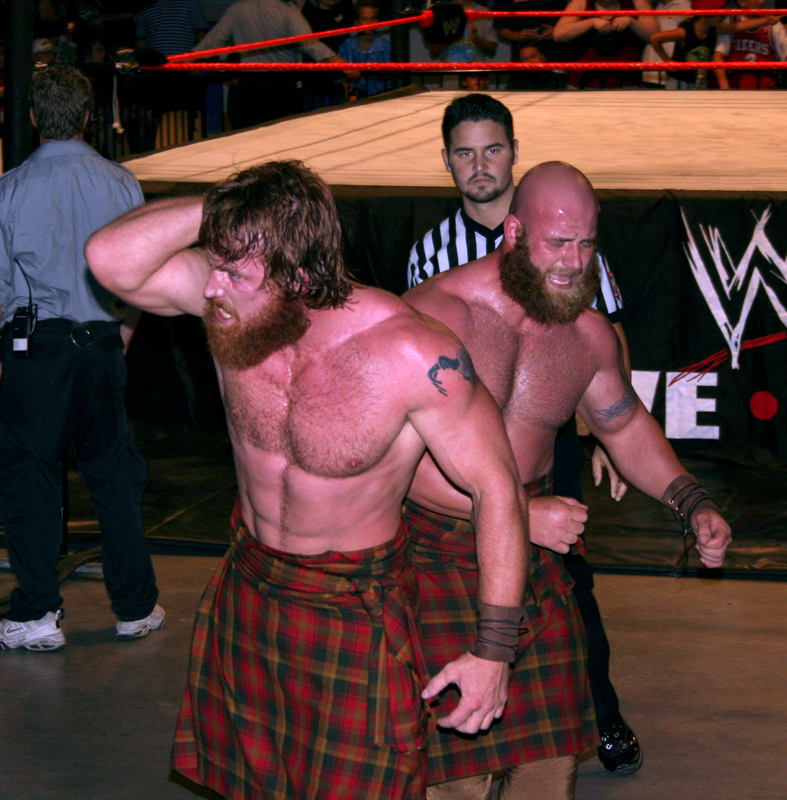
Graham-Couch (à esquerda) com o seu parceiro de tag team Rory McAllister.

Derek Graham-Couch (nascido em Oban) é um lutador profissional escocês que trabalhou para a WWE no programa RAW, sob o ring name Robbie McAllister. Ele foi um dos membros da Tag Team The Highlanders, com Rory McAllister (Russell Murray).
Foi despedido da WWE em 15 de agosto de 2008.